# Prithvi
« Prithvi » redirige ici. Pour les autres significations, voir Prithvi (homonymie).

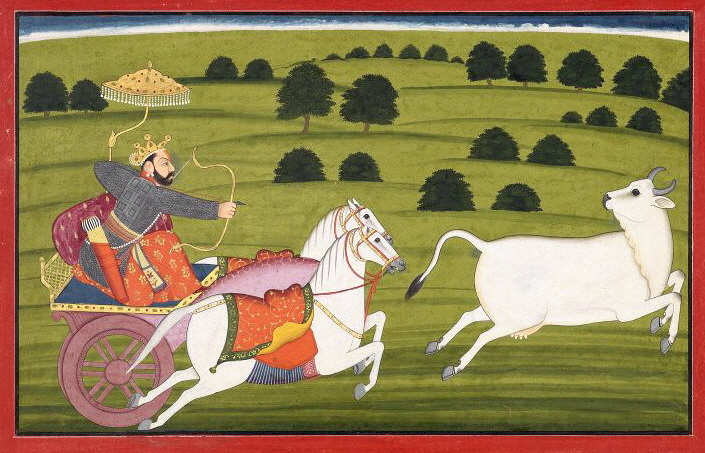
Prithu chassant Prithvi sous la forme d'une vache (illustration de style Pahari (École de Guler) d'un manuscrit indien du Bhagavata Purana, v. 1740).

Prithvi (en sanskrit पृथ्वी / Pṛthvī ou पृथिवी / Pṛthivī) est la terre et la déesse mère de l'hindouisme. Selon une tradition, elle est la personnification de la Terre, et selon une autre, elle en est la mère, Prithivi Tattwa, l'essence de l'élément terrestre. Prithvi est aussi appelée « Dhra », « Dharti » ou « Dhrithri », ce qui signifie ce qui contient tout. En tant que Prithvi Devi, elle est une des épouses de Vishnou (l'autre étant Lakshmi), ou considérée comme une forme de Lakshmi. Elle est aussi connue sous le nom de Bhūmi, Bhudevi ou Bhuma Devi.
En tant que Prithvi Mata (« Terre-mère »), elle s'oppose à Dyaus Pitar (« Ciel-père »). Dans le Rig-Véda, la Terre et le Ciel sont souvent désignés au duel, ce qui indique probablement l'idée qu'ils sont deux moitiés complémentaires. Prithvi Mata est l'épouse de Dyaus Pitar.
Prithvi est la mère d'Indra et Agni. Selon une tradition, quand Indra tua Dyaus Pitar, elle le félicita et l'épousa.
Elle est associée à la vache. Selon le Bhagavata Purana et le Vishnu Purana, Prithu (en), une incarnation de Vishnou, la chassa sous la forme d'une vache pour mettre fin à une famine. Acculée par Prithu, elle lui déclara que s'il la tuait, tous ses sujets mourraient. Prithu lui promit de devenir son gardien et se contenta de la traire, recevant d'elle la végétation et les céréales pour le bien de l'humanité. Avant le règne de Prithu, il n'y avait « ni culture, ni pâturage, ni agriculture, ni route pour les marchands ». En accordant la vie à la Terre et en devenant son protecteur, Prithu devint son père et elle accepta le nom patronymique Prithvi,. Cependant, selon les Lois de Manu, Prithvi serait l'épouse de Prithu, et non sa fille, et donc nommée d'après son époux.

## Bouddhisme

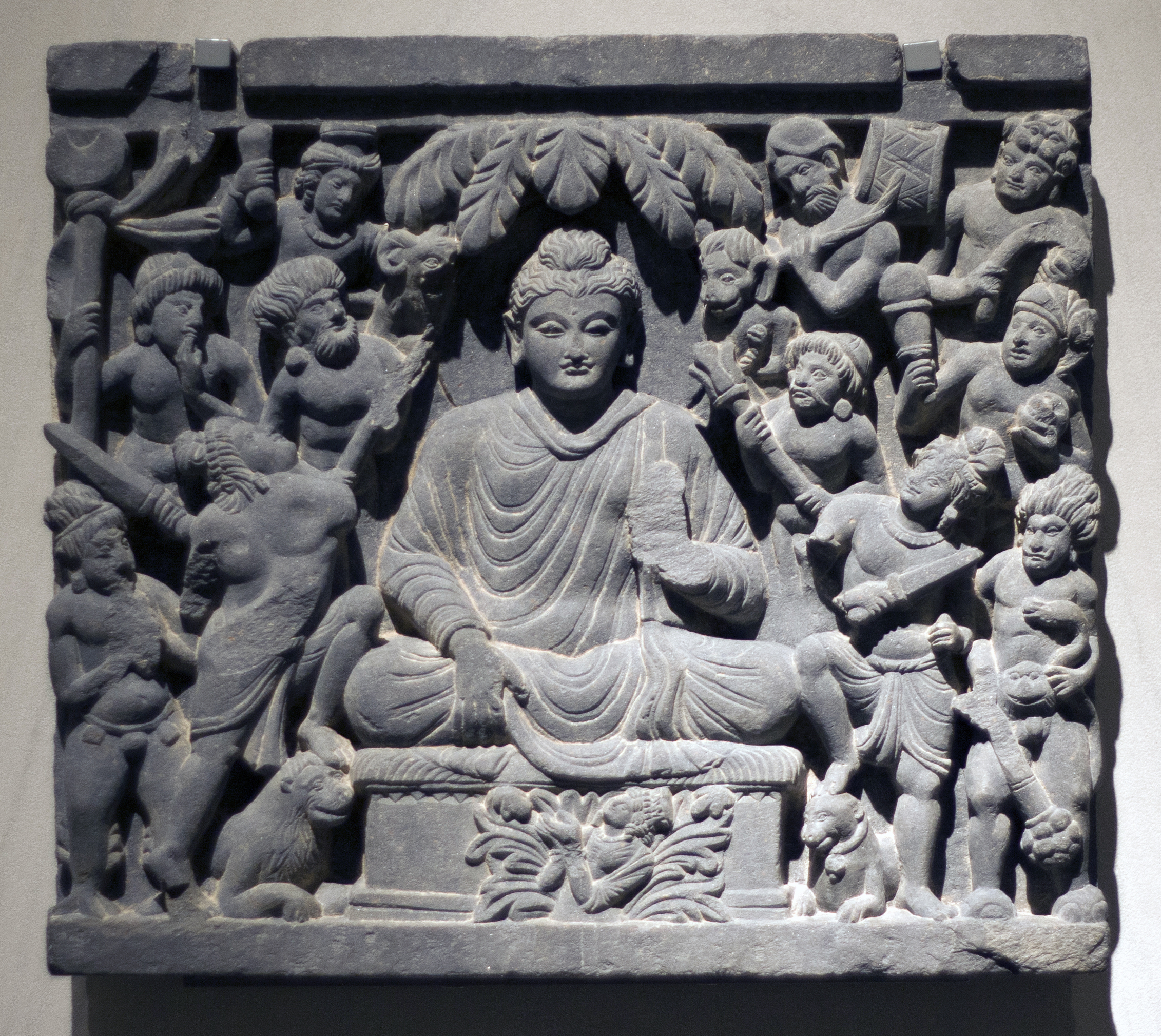
Le Bouddha assailli par Mâra et prenant Prithvi à témoin, qui émerge alors du sol, juste sous le siège du Bouddha. Gandhara, IIIe siècle de notre ère.

Prithvi apparaît aussi dans le bouddhisme primitif. Dans le canon pâli, elle joue un rôle essentiel quand le Bouddha, peu avant son éveil (bodhi) doit repousser le démon Māra et ses armées. Celui-ci met en doute la réalité des mérites que le Bouddha a acquis et qui le rendent digne d'atteindre l'illumination. Le Bouddha prend alors la terre à témoin (bhûmisparshamudra), qui se met alors à trembler, et la déesse surgit alors du sol pour lui apporter son soutien,.

## Dans les arts
Le Pṛithvī Sūkta (ou Bhūmī Sūkta), un hymne de l'Atharvaveda (AVŚ 12.1), est dédié à Prithvi (la Terre). Il compte 63 vers.
En art, Prithvi est représentée comme une femme à la peau verte, et possédant quatre bras.
À Kirtipur (Népal), Dharti Maa est fêtée au sanctuaire Bagh Bhairava.

## Source
- (en) Cet article est partiellement ou en totalité issu des articles intitulés en anglais « Prithvi » (voir la liste des auteurs) et  « Prithu » (voir la liste des auteurs).